# Choloma
Choloma é uma cidade de Honduras localizada no departamento de Cortés.

## Demografia
Possuía em 2015 uma população de 242974 habitantes.